# Andrea Lorenzetti
Andrea Lorenzetti (Ancona, 26 maggio 1907 – Mauthausen, 15 maggio 1945) è stato un politico e partigiano italiano.

## Biografia
Proveniva da una famiglia modesta (il padre era agente di commercio, la madre casalinga). A sedici anni si diplomò ragioniere e cominciò a lavorare in banca ad Ancona.
Dopo qualche anno si trasferì a Milano al "Crédit Commercial de France", finché nel 1934 entrò nello studio del banchiere Antonio Foglia, occupandosi di Borsa.
Nel 1937 fu promosso procuratore di Borsa.
Le prime notizie della sua attività politica risalgono all'autunno 1942, quando partecipò alle riunioni clandestine preparatorie alla rifondazione del Partito Socialista Italiano clandestino nell'alta Italia.
Subito dopo l'armistizio prese parte a una riunione presso lo studio di Antonio Foglia con i rappresentanti del costituendo Comitato di Liberazione Nazionale con l'obiettivo di prevenire l'occupazione tedesca di Milano.
Nel frattempo, l'ex-deputato socialista Domenico Viotto (Quinto Vicentino, 1887 – Milano, 1976), rientrato a Milano dal confino a Fabriano verso la fine del 1941, aveva affiancato Lelio Basso nella fondazione del "Movimento di Unità Proletaria", organizzazione clandestina di opposizione antifascista di ispirazione socialista che, nell'agosto del 1943 (dopo la caduta del fascismo e l'arresto di Mussolini), confluì, assieme ai militanti del Centro Interno del PSI clandestino dell'Alta Italia, del PSI clandestino del Centro-Sud Italia e agli esponenti del PSI rientrati dall'esilio in Francia, nel Partito Socialista di Unità Proletaria - PSIUP.
Viotto rappresentava il PSIUP nel CLN milanese, quando nel novembre 1943, in seguito a una vicenda personale che gli valse accuse di leggerezza cospirativa, dopo essere sfuggito per poco all'arresto, fu costretto a riparare in Svizzera. 
Lo sostituì quale rappresentante del PSIUP nel CLN milanese Andrea Lorenzetti: questi il 3 gennaio 1944, su proposta del segretario Marcello Cirenei, venne nominato vice-segretario del PSIUP per l’Alta Italia insieme all'avv. Ottaviano Pieraccini.
Inoltre, si occupò della redazione e diffusione dell'edizione milanese del giornale socialista Avanti!, stampato e distribuito clandestinamente, di cui uscirono, nel periodo settembre 1943-maggio 1944, ben ventotto numeri, quasi uno la settimana.
Ricordò Marcello Cirenei:
Fu uno degli organizzatori del grande sciopero del 1º marzo 1944, che paralizzò la produzione industriale delle fabbriche milanesi per un'intera settimana.
Ha ricordato Marcello Cirenei:
Il New York Times del 9 marzo 1944 scrisse:
La dura repressione seguita allo sciopero e probabilmente anche qualche spiata provocarono la cattura di quasi tutto il gruppo dirigente del PSIUP milanese clandestino da parte della polizia politica fascista e della Gestapo.
Il 10 marzo 1944 Lorenzetti venne arrestato. Riferì Cirenei:
Vennero arrestati anche il tesoriere del partito, avv. Antonio De Giorgi (presso il cui studio di via Borgonuovo 5 si tenevano le riunioni del PSIUP clandestino), Ottaviano Pieraccini, il sindacalista Umberto Recalcati, Riccardo Ronzoni, Aldo Valcarenghi, e a Torino, Filippo Acciarini e Alfonso Ogliaro. Finirono tutti nel lager austriaco di Mauthausen, da cui il solo Valcarenghi fece ritorno.
Dopo l'arresto, Lorenzetti fu tradotto nel carcere di San Vittore, dove restò in isolamento fino al 27 aprile 1944.
Fu poi inviato al campo di concentramento di Fossoli, vicino Carpi (Mo); il 21 luglio fu trasferito al lager di Bolzano. Ai primi di agosto (presumibilmente il 5, con il trasporto n. 73) fu deportato al campo di sterminio di Mauthausen, in Austria. Smistato in uno dei peggiori sottocampi di Mauthausen, il Gusen III, Andrea riuscì a resistere fino alla liberazione del campo da parte delle truppe americane, il 5 maggio 1945.
Provato fisicamente dalle difficili condizioni di prigionia, venne ricoverato in ospedale, dove morì, il 15 maggio 1945. Prossimo alla fine, dettò al compagno di prigionia e collega operatore di borsa Aldo Ravelli (1912-1995), il suo testamento spirituale, che poi Ravelli consegnò ai famigliari. In esso Lorenzetti affermò:

## Attività commemorative
Subito dopo la Liberazione, il 12 ottobre 1945,  gli venne intitolato il nuovo "Istituto di Studi sulle Borse Valori Andrea Lorenzetti", creato presso l'Università Bocconi di Milano.
Nel corso della cerimonia di intitolazione, intervennero numerosi oratori: il direttore dell'Avanti!, Guido Mazzali, che lo aveva sostituito nella direzione dell'edizione milanese del giornale dopo il suo arresto, il sindaco di Milano avv. Antonio Greppi, il rappresentante del CLNAI Lanzarone, il rettore della Bocconi, prof. de Maria, il banchiere Foglia (fondatore del nuovo Istituto sulle Borse Valori) e il prof. Pivato, neo-direttore del nuovo Istituto.
L'Avanti!, del 25 dicembre 1946 ne riportò una commemorazione postuma.
Il 20 marzo 1949, nell'atrio dell'Istituto di Studi sulle Borse Valori a lui intitolato presso l'Università Bocconi di Milano, venne apposta una lapide commemorativa.
Il 22 marzo 2017 la "Fondazione Memoria della Deportazione" ha acquisito la donazione, da parte del figlio Guido, del Fondo archivistico di Andrea Lorenzetti.
Esso consiste nella corrispondenza da lui inviata ai famigliari dal carcere di San Vittore di Milano e dal campo di concentramento di Fossoli, in ritagli a stampa successivi alla morte, in documenti diversi attestanti il decesso e la qualifica partigiana, documenti che si inscrivono nell'arco cronologico 1944-1964.
Con questi documenti il figlio Guido ha realizzato un volume di memorie dal significativo titolo "Andrea Lorenzetti: prigioniero dei nazisti, libero sempre. Lettere da San Vittore e da Fossoli. Marzo - luglio 1944".
Il libro è stato presentato dall'autore venerdì 16 febbraio 2018 ad Ancona, la città natale di Lorenzetti, presso la sala Ricci del Consiglio regionale delle Marche, nella cui Biblioteca è stata allestita una mostra di documenti e foto d'epoca.
L'iniziativa è stata curata dall'ANPI di Ancona, in collaborazione con la Fondazione Memoria della Deportazione, l'Istituto Gramsci, la Fondazione Nenni ed il Circolo "Pietro Nenni" di Ancona, con il patrocinio dell'Assemblea Legislativa delle Marche e del Comune di Ancona.
Nell'occasione il direttore dell'Avanti! online, on. Mauro Del Bue, ha inviato ai convegnisti il seguente messaggio:
In data 19 gennaio 2019 è stata posta una pietra dell'inciampo nei pressi dell'abitazione di Ancona, in piazza Cavour 10 .